# 費爾南多·普里莫·德里維拉

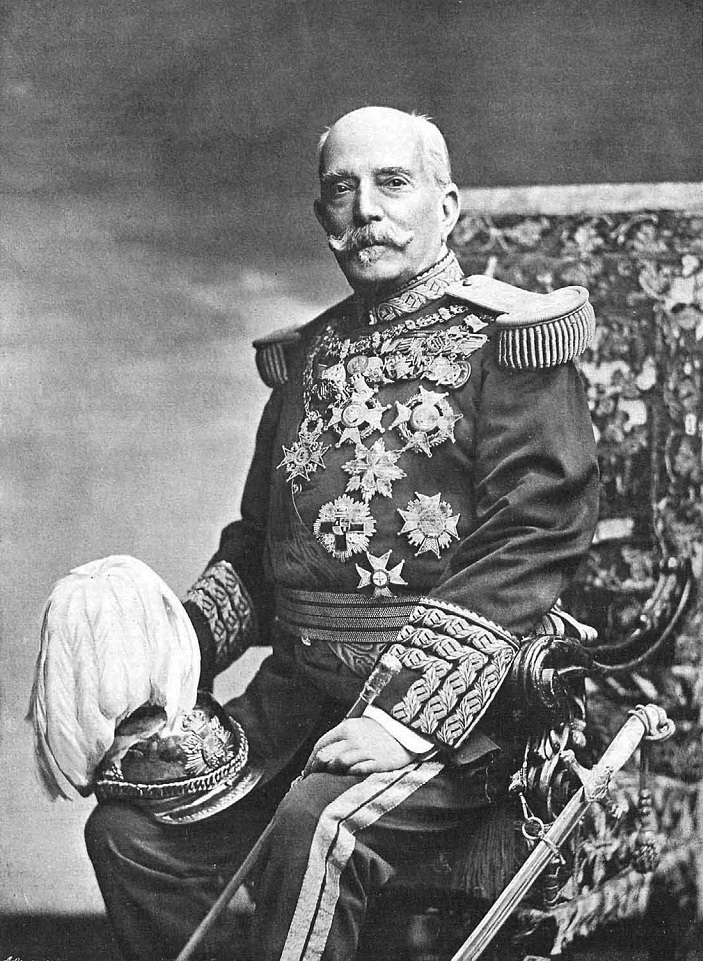
費爾南多·普里莫·德里維拉

費爾南多·普里莫·德里維拉（Fernando Primo de Rivera y Sobremonte, 1st Marquess of Estella，1831年7月24日—1921年5月23日），西班牙軍官和政治家，曾兩次出任駐菲律賓總督。
1831年7月24日生於塞維利亞，他是水手何塞·普里莫·德·里維拉的兒子，曾出任第70任西班牙首相。
他在1880年至1883年任駐菲律賓總督，1897年再次出任西班牙駐菲律賓總督，任內正發生菲律賓革命，1897年12月14日，他與埃米利奧·阿奎納多領導的菲律賓革命派簽署了《邊那巴多條約》，根據該條約，阿奎納多和革命政府的其他25位領導人獲得了大赦、400,000比索的賠償和改革承諾，作為交換，他們同意放下武器前往香港。
條約簽署後，革命軍隊的主要部分確實放下了武器（作為交換，向同意投降的士兵和軍官分發了200,000比索），但一些叛亂分子團體繼續武裝抵抗。該條約在西班牙引起了矛盾的情緒，出於這個原因，也是因為阿奎納爾多和他的同夥用這些資金購買武器，計劃將來返回群島。1898年他被召回西班牙。
他也是西班牙獨裁者米格爾·普里莫·德·里維拉和西班牙長槍黨創始人何塞·安東尼奧·普里莫·德·里維拉的叔叔。